# 細長龍屬
細長龍（意為「修長的蜥蜴」，源自巴斯克語的lirain，意為「修長」）是一屬泰坦巨龍類的蜥腳下目恐龍，生存於白堊紀晚期的西班牙。模式種阿氏細長龍（Lirainosaurus astibiae）於1999年由José Sanz、海梅·鮑威爾、Jean Le Loeuff、Rubén Martinez、Xabier Pereda-Suberbiola所敘述、命名。

## 發現
本屬的建立是依據頭骨碎片、單獨的牙齒、幾個脊椎包括正模標本－一個前段尾椎、以及肢骨，來自西班牙北部拉尼奧的白堊紀晚期岩層。Diaz等人（2013）敘述了同樣來自拉尼奧的新材料，將頸椎、胸椎和尾椎、胸肋以及一個脈弧歸入細長龍。

## 敘述
根據Diaz等人，細長龍可由以下特徵鑑定：最近端尾椎內關節突凹陷存在椎板；後段尾椎棘後關節突結構不向前突出。

## 分類
系統發生學分析敘述了新中軸骨材料的特徵組合，支持將細長龍分類為一種進階型岩盔龍類，與薩爾塔龍亞科近緣。2016年發表的一個未發表的SVPCA摘要結果，將細長龍的確切位置縮小範圍至與阿拉莫龍、後凹尾龍較近緣，而離薩爾塔龍較遠的位置。後來Diaz等人（2018）建立了細長龍亞科，以包含細長龍、葡萄園龍和吉普賽龍。

## 古生態學
原始標本發現於貝爾維尤的北比利牛斯山地點，屬於Marnes Rouges Inferieures組的Marnes de la Maurine層位。海洋生物地層檢驗將年代定為晚坎潘階至早馬斯垂克階之間。貝爾維尤地層的其他同時期恐龍還包含泰坦巨龍類的葡萄園龍、凹齒龍科的凹齒龍、甲龍類未定種以及馳龍科。
其他後來歸入細長龍的材料則發現於Fox-Amphoux–Métisson地點，不幸的是這裡未曾做過磁性地層學檢驗，然而當地也與Aix-en-Provence盆地呈現相同的連續面，年代同樣為晚坎潘階至早馬斯垂克階。

## 外部連結
- Saltasauridae